# Somlóvecse
Somlóvecse är en ort (by) i provinsen Veszprém i västra Ungern. Orten har 74 invånare (2024), på en yta av 4,93 km². Den ligger cirka 18,5 kilometer nordväst om Ajka.